# Paragwaj na Mistrzostwach Świata w Lekkoatletyce 2011
Paragwaj na Mistrzostwach Świata w Lekkoatletyce 2011 reprezentowany był przez jednego zawodnika.

## Występy reprezentantów Paragwaju

### Mężczyźni

#### Konkurencje biegowe
| Bieg na 400 m | Augusto Stanley | 47,31 | 29 |  |  |  |  |  |  |